# Lothar Pongratz
Lothar Wilhelm Pongratz (* 7. Januar 1952 in Weiden in der Oberpfalz; † 2. Juli 2013 in Paderborn) war Teilnehmer der Olympischen Winterspiele 1980 in Lake Placid als Bobfahrer im 4er Bob und Senioren-Weltmeister im Diskuswurf. Als Sohn von Herrmann und Hildegard Pongratz wuchs er gemeinsam mit seinen vier Geschwistern in Weiden i.d. Oberpfalz und Arnsberg auf. Bis zu seinem Tod war er verheiratet mit Cornelia Meinders-Pongratz und ist Vater von zwei Töchtern.

## Sportlicher Werdegang
Seine sportliche Karriere startete Lothar Pongratz in der Leichtathletik. Bereits in der Jugend war er erfolgreicher Diskuswerfer auf nationaler Ebene. Hier erzielte er Erfolge auf Landes- und Deutschen Meisterschaften. Diesem Sport blieb er immer treu und erzielte auch im Seniorenlager Erfolge auf nationaler und internationaler Ebene. Zuletzt erreichte er im Jahr 2013 den Titel des Westfalenmeisters im Diskus- und erstmals auch im Hammerwurf, als er in der Vorbereitung auf die Deutschen Meisterschaften unerwartet verstarb.
- 1970 Deutscher Jugendmeister
- 1973 Deutscher Juniorenmeister
- 1976 3. Platz Deutsche Meisterschaften
- 1978 4. Platz Deutsche Meisterschaften, persönliche Bestleistung 60,88 m
- 1980 5. Platz Deutsche Meisterschaften
- 1998 2. Platz Europameisterschaften M45
- 2003 2. Platz Weltmeisterschaften M50
- 2006 2. Platz Europameisterschaften M55
- 2007 1. Platz Weltmeisterschaften M55
- 2008 1. Platz Europameisterschaften M55
- 2009 2. Platz Weltmeisterschaften M55
- 2010 1. Platz Europameisterschaften M55
- 2011 1. Platz Deutsche Meisterschaften M55
- 2012 1. Platz Europameisterschaften M60
- 9 × Deutscher Seniorenmeister Diskus
- 2 × Deutscher Meister Werfer-Mehrkampf[2]

Parallel erzielte er Erfolge im Bobfahren und krönte seine Karriere im Jahr 1980 mit der Teilnahme an den Olympischen Winterspielen in Lake Placid (USA).
- 1977 Junioren-Europameister 4er-Bob
- 1977 Junioren-Europameister 4er-Bob
- 1979 Deutscher Vizemeister 4er-Bob
- 1980 Olympische Spiele Lake Placid 4er-Bob (10. Platz)[3]
- 1982 Deutscher Meister 4er-Bob
- 1984 Deutscher Meister 4er-Bob
- 1985 Deutscher Vizemeister 4er-Bob[2]

## Beruflicher Werdegang
Das Studium der Volkswirtschafts- und Betriebswirtschaftslehre schloss Lothar Pongratz als Diplomvolkswirt an den Universitäten Bochum und Essen ab. Im Anschluss an das Studium war er bei der Nixdorf Computer AG in Paderborn tätig. Dabei begleitete er das Unternehmen über verschiedene Unternehmensentwicklungen bis zur Wincor Nixdorf International GmbH und war hier für den Bereich „Messen und Events“ zuständig.

## Künstlerische Tätigkeit
Lothar Pongratz entwarf aus verschiedenen Materialien Skulpturen und verwendete dabei Stein, Holz, Beton, Gips und Bronze. Die entstandenen Formen sind sowohl freie Formen, als auch Abbildungen von Personen und Tieren.
Außerdem widmete er sich der Malerei, wobei er vorrangig mit Öl- und Acrylfarben großflächige Bilder malte. Die Verwendung von Aquarell- und Wasserfarben sowie das Zeichnen mit Kohle und Bleistift spiegelt sich ebenfalls in den Bildern von Lothar Pongratz wider. Oftmals fertigte er auch hier freie Formen und gegenstandslose Malereien an, aber auch Landschaften und Personen zählen zu seinen Werken.